# Jean-Claude Goujon
Pour les articles homonymes, voir Goujon.
Jean-Claude Goujon est un facteur de clavecins parisien du XVIIIe siècle actif entre 1732 et 1758.

## Biographie

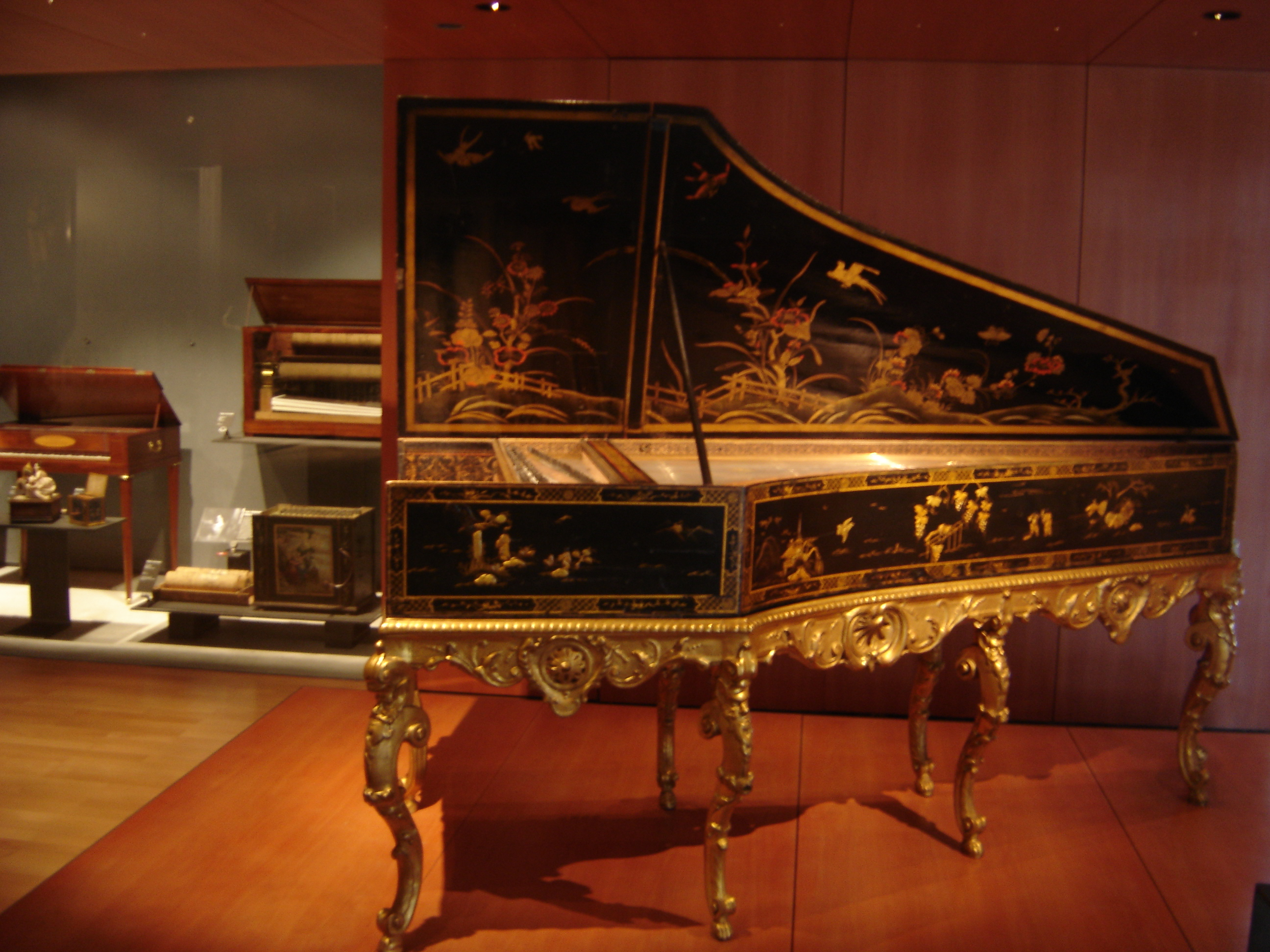
Clavecin de J.C. Goujon (1749) ravalé par J.J. Swanen en 1784, contrefait « Hans Ruckers 1590 », Musée de la musique à Paris.

Jean-Claude Goujon est mentionné comme un facteur très actif et extrêmement compétent dans l'imitation, le ravalement ou la contrefaçon d'instruments Ruckers. Trois instruments sont de façon certaine de sa facture : deux épinettes datées de 1743 et 1753, et un clavecin prétendument fait par Hans Ruckers en 1590, mais que les experts identifient comme sorti de son atelier en 1749 et postérieurement (1784) ravalé par Jacques Joachim Swanen qui a notamment rajouté des genouillères. Ces trois instruments sont exposés au Musée de la Musique à Paris. 
George Grant O'Brien liste, par ailleurs, plusieurs instruments Ruckers passés par son atelier pour y être ravalés (Ioannes Ruckers 1627 et 1632) ainsi que des instruments prétendument Ruckers mais pas authentiques (Hans Ruckers 1615 et Ioannes 1632).
L'instrument du musée de la musique a été restauré en 1968 par Hubert Bédard et en 1980 par Michel Robin, qui à l'occasion, a découvert la signature de Goujon à l'intérieur de l'instrument.

## Discographie
Sur instruments originaux de Jean-Claude Goujon
- Rameau, Œuvres pour clavecin - Kenneth Gilbert, clavecin Jean-Claude Goujon 1749-Swanen, du Musée de la musique (mai 1976, 2CD Archiv 427 172-2)
- JS Bach, Suites françaises - Christopher Hogwood, clavecin Jean-Claude Goujon 1749-Swanen, du Musée de la musique (1986, 2CD Decca 411 812-2)
- Royer, Premier livre de pièces de clavecin [1746] - Christophe Rousset, clavecin Jean-Claude Goujon 1749-Swanen, du Musée de la musique (février 2007, Ambroisie AM 151)
- Balbastre, Pièces de clavecin, Livre I [1759] - Christophe Rousset, clavecin Jean-Claude Goujon 1749-Swanen, du Musée de la musique (25-27 septembre 2017, Aparté)

Sur copies d'après Jean-Claude Goujon
- Royer, Premier livre de pièces de clavecin [1746] - Mie Hayashi, copie Andrew Garlick 2010, d'un clavecin de 1749 (22–23 octobre 2018, SACD Resonus RES10236)